# カメルーンの歴史
独立国家としてのカメルーンの歴史は1960年に始まる。しかし、人類の祖先の記録は約350万年に幕を開けていた。

## 人類以前
カメルーンは安定陸塊であるアフリカ大陸中央部西岸に位置する。熱帯性の気候下にあり、人類が発生した環境に近い。現在のカメルーン最北部は、隣国チャドとチャド湖を分かつ。チャド湖の100km東方にはガザール・ワジ (Bahr el Ghazal) と呼ばれる枯れ谷が200kmにわたって伸びている。1995年、2人の古生物学者フランス ポワティエ大学のミッシェル・ブリュネ、米国ハーバード大学のデイビッド・ピルビームは、ワジの北端に位置するコロ・トロで300万～350万年前のアウストラロピテクスの下顎骨の一部の化石を発見した。これは、タンザニアのラエトリ（360万年前）で発見された化石と並ぶ最も古い時代の化石である。初期人類の化石が大量に発見されているオルドヴァイ渓谷などアフリカ大地溝帯の外部にも人類の祖先が生存していたことが分かった。

## 有史以前
カメルーン中部、ベヌエ川南岸のバメンダ近郊のシュム＝ラカ(Shum Laka)遺跡で、紀元前5000年頃のものと思われる型押文のある(stamp-decorated)土器が鍬状石器と共伴して発見されている。また同時期に磨製石斧の出土例がカメルーン国内で見られる。土器を使用する農耕民が早くから定住していた証拠と考えられる。
ナイジェリア東部からカメルーンの中部から北部にかけての地域は、現在東アフリカ、タンガニーカ湖の北部、ウガンダとタンザニアの北部、ケニアの西部付近で話されている東バンツー諸語の起源地と考えられ、紀元前3000年から同1000年頃にかけて東部バンツー諸語の祖語が話されていたと考えられている。コンゴ及びその周辺でみられる彫刻の図像的らナイジェリアのノク文化の担い手と深い関係があると考える研究者やモザンビークのシフンパーゼ岩陰を標式遺跡とし、同岩陰から出土した一群の土器からシフンパーゼ複合を想定するフィリップソンは、東部バンツー諸語の担い手とシフンパーゼ複合を関連付けようとするがカメルーンからどのように伝播したのかは説明できないでいる。
紀元前1000年紀頃、カメルーンでは村落が形成されるようになる。ヤウンデ近郊のオボボゴ(Obobogo)遺跡は20,000m2に及ぶ大規模な村落の遺跡である。用途不明の深いピット（柱の穴のような小さな穴）が多数確認されたほか紀元前4世紀頃の鉄器が発見されている。オボボゴ遺跡で見られるピットの類例は、南方のガボンやコンゴの遺跡でも確認されている。

## 国家の形成
カメルーンに興った最初の文明は、5世紀にチャド湖周辺から移住してきたソー族の国家である。このとき、カメルーンに青銅器が伝わった。ソー族の記録は7世紀のアラブ人地理学者によって記録されている。
7世紀に至ると、サハラ地域を交易の場とするアラブ人商人との接触が始まった。主な貿易品目は塩、皮革、青銅、象牙である。この時期にスンナ派イスラームも伝わった。アフリカ大陸東岸では、イスラーム商人のダウ船による交易が活発だったため、海岸沿いにイスラームが現在のモザンビーク北部のソファラ（南緯15度）にまで伝わり、東アフリカ沿岸部にスワヒリ文明を築いた。他方、アフリカ大陸西部のイスラーム商人は内陸の交易路を用いていたために熱帯雨林を通過できず、北緯5度のカメルーンが南限となっている。現在でも北部諸州を中心にカメルーン国民の約20%がムスリムである。

## 帝国の影響

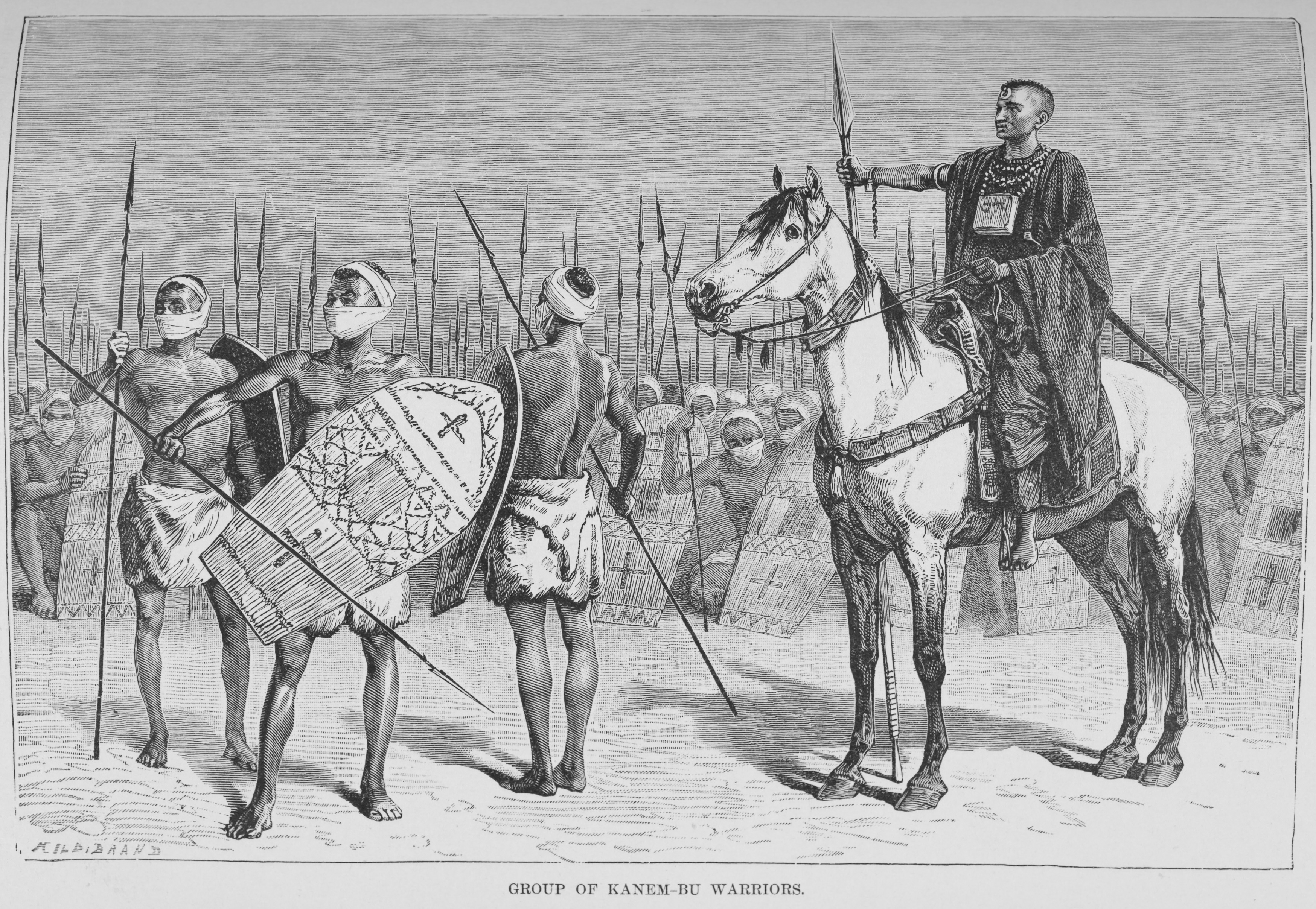
カネム・ボルヌ帝国の戦士。

サハラ西南部には帝国が次々と興った。現在のモーリタニア南部を中心として4世紀（ないし7世紀）に成立したガーナ王国、12世紀～15世紀には現在のマリ共和国を中心としたマリ帝国、1464年に現在のマリ、モーリタニア南部、ナイジェリア北部、ニジェールを版図として成立したソンガイ帝国、1848年に成立したトゥクロール帝国などである。いずれもニジェール川流域に位置する。
一方、カメルーン北部が属するアフリカ中央部は帝国の成立に適しておらず、唯一、カネム・ボルヌ帝国が成立しただけであった。カネム・ボルヌ領域の版図はチャド湖の南西岸を中心とした半径200～300kmの領域であった。9世紀に成立し、19世紀（1840年代）に騎馬民族であるフルベ人に滅ぼされるまで約1000年間、カメルーンに影響を与え続けた。
カメルーン南部の国家成立は遅れており、15世紀にコンゴ地方から移住してきたドゥアラ人やバミレケ人がようやく村の集団を形成した。

## ポルトガル人との接触
カメルーンの諸民族が西欧と最初に接触したのは1470年である。
ポルトガルは1385年に独立後、イスラーム勢力を抑え、領土拡張期に入った。1415年にはポルトガル王ジョアン1世が現在のモロッコ北部に位置する戦略港であるセウタ攻略を決定、息子であるエンリケ航海王子とともに、奪取に成功した。その後、エンリケ航海王子は海洋貿易に活路を求めた。イスラーム商人の仲介を経ることなく、東方（インド）の金や香料を入手するためである。これが大航海時代の始まりである。最初の探検隊は1418年に出発した。数次にわたる探検の結果、アフリカ大陸の海岸を飛び石のように南下する。1460年エンリケの死によって、一時、探検航海が遅延したが、1470年12月下旬、ついにカメルーンに到達した。このときは交易所などを開くことはせず、探検を継続した。その後、1488年にはバルトロメウ・ディアスがアフリカ大陸南端の喜望峰を回り込み、1498年にはヴァスコ・ダ・ガマがインドに到達、エンリケ航海王子の目標を達成した。サハラ以南のアフリカ探検はポルトガルが先行したため、アフリカ大陸西岸諸国の国名にはポルトガル語由来のものが残されている。カメルーン（エビ）、ガボン（フードの付いたマント）、シエラレオネ（ライオンのほえ声）、サントメ・プリンシペ（聖トマスとアフォンソ王子）などが残る。
当時のポルトガルはいわゆる植民地獲得ではなく、交易所や商館の建設、貿易拠点を守り、船舶に補給を施す要塞の建設を進めた。これは内陸部に到達するための手段がないこと、内陸部の国家、帝国に対して軍事的に優位に立てなかったことによる。マリ帝国のような内陸部の国家と独占的な貿易協約を結ぶことで、海岸までの輸送、運搬手段を確保せずに済み、最低限の軍事力で交易を進めることができた。
しかし、ポルトガルの優位は1530年代に早くも崩れ始める。フランス、イギリス、オランダなどの後発国がポルトガルの交易地そばに自国の交易地を開き、圧倒したからである。

## 奴隷貿易の始まり

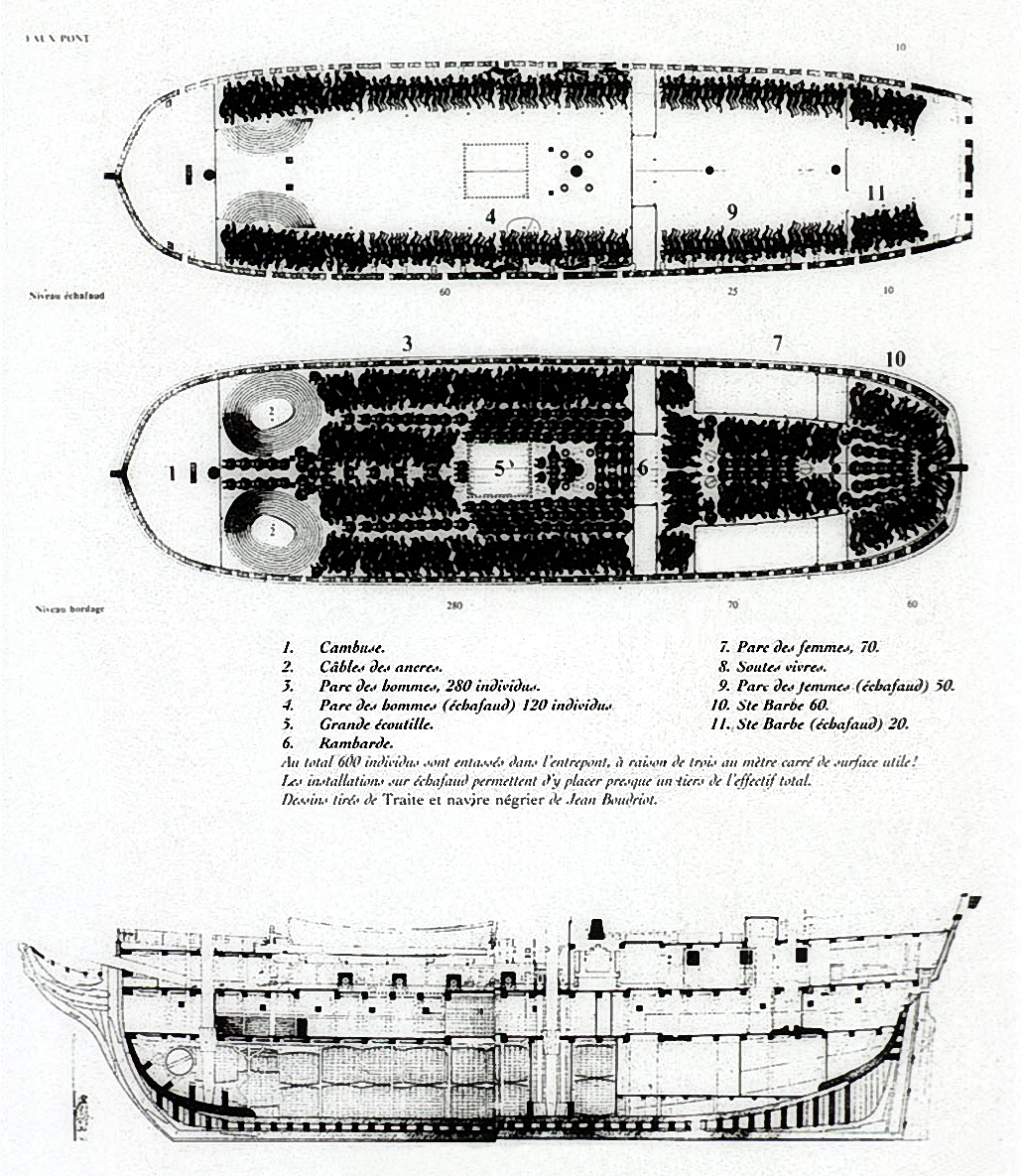
奴隷貿易に用いられた奴隷船の構造。

カメルーンが面するギニア湾は奴隷貿易の拠点として知られている。1530年代になると、組織的な奴隷貿易が始まっていた。奴隷貿易の中心地は現在のコートジボワール（象牙海岸）やガーナ（黄金海岸）だったが、カメルーンでも進められていた。
奴隷貿易はいわゆる大西洋三角貿易として始まった。輸出された奴隷はアメリカ大陸、特に西インド諸島に運ばれ、サトウキビのプランテーション農園労働者となった。農園はサトウキビから抽出した糖蜜を北アメリカ東部13州のイギリス植民地に輸出、そして、糖蜜を発酵、蒸留したラム酒はギニア湾に輸出された。
- 参考ページ：黒人奴隷クンタの20年間 =「世界商品」の生産と黒人奴隷制度=

1807年の大英帝国内の奴隷貿易禁止、1834年の奴隷制廃止に至るまで、カメルーンは奴隷貿易に300年間、苦しんだことになる。イギリスが奴隷貿易を廃止した理由は、人道的な見地からということもあったが、既に奴隷を輸送するよりも、象牙と椰子油を取引する方が利益が上がったという理由もある。
奴隷貿易には思わぬ副産物もあった。当時、アフリカ大陸中央部の熱帯雨林やギニア湾岸、つまりカメルーンの周囲ではヤムイモが主食となっていた。ヤムイモの繊維は約5000年前の遺跡からも見つかっている。一方、ポルトガルは、奴隷船で奴隷を維持するために食物を必要としていた。ブラジルで発見したマニオクを用いた。1670年代には広く栽培されるようになった。マニオクはイモであるため栄養繁殖で増えるものの、種イモを使うのではなく、30cm以下の枝を耕地に指すだけで根付き、イモを収穫できるという極めて栽培に適した性質がある。現在でも、中部アフリカの主要作物の収穫量1億トンのうち、6000万トンをマニオクが占める。カメルーンは食料自給率が100%を超える豊かな国だが、マニオクの栽培によるところが大きい。

## アフリカ分割の始まり
1804年、イギリスのリチャード・トレビシックが史上初の軌道向け蒸気機関車を開発。鉄道の時代が始まった。蒸気機関車が登場するまで、大量の物資、人員を長距離輸送するには船舶を使うしかなかった。陸上輸送においても運河が重視されており、運河に浮かべた輸送船を運河沿いの馬が引くという形態が広く見られた。しかし、運河に頼る方法は海岸から急峻な地形が立ち上がるアフリカ大陸には向かなかった。
蒸気機関車が発明されることで、1870年代に入り、初めてアフリカ大陸内部への進入が可能になった。アフリカの分割が始まったのである。1870年代の状況は、オスマン帝国がアフリカ大陸北西部を押さえ、フランス領アルジェリアやケープ植民地を除き、西欧諸国は交易に必要な点と線を確保していたに過ぎなかった。内陸に侵入、確保するためには大量の人員、物資が必要であり、一方、植民地を面として抑えても、どれほどの利益が得られるかは不透明であった。
そこで、当初はアフリカ沿岸部の民族と個別の保護条約を結ぶという形で植民地化が進んでいった。カメルーンにおいては、イギリス、フランス、ドイツが交渉を競っていた。1880年の時点で、イギリスとフランスは貿易拠点として重要な黄金海岸を東西に分割していた。西側のコートジボワールがフランス、東側のガーナがイギリスである。ナイジェリアのラゴスはイギリスとフランスが競合していた。一方、ナイジェリアの東部海岸とカメルーンは空白地帯のまま残されていた。

## ドイツ植民地時代

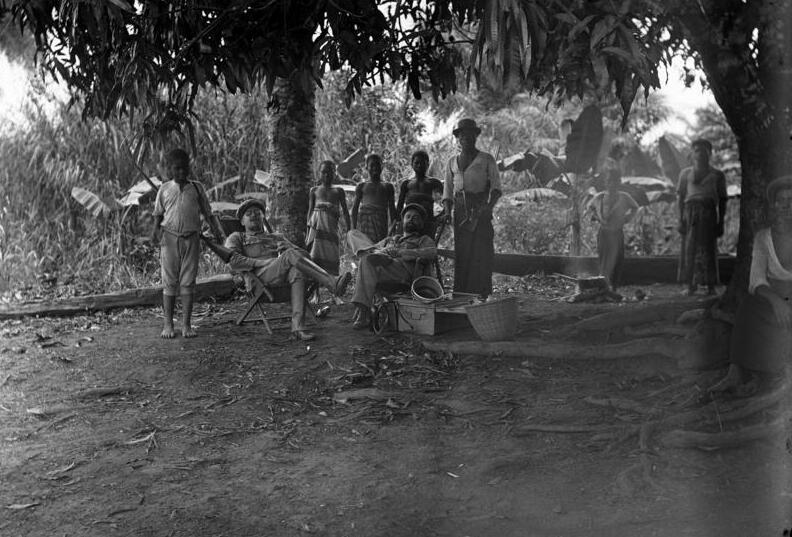
ドイツ保護領カメルーンに駐留するドイツ兵。

1871年にプロイセン王国がドイツ諸地域を統一し、ドイツ帝国が成立すると、それまで海外領土を獲得する能力がなく、アフリカ大陸には一切の拠点を持っていなかったドイツがアフリカ進出を開始した。ドイツの商社代表グスタフ・ナハティガルはカメルーン南西部に広がるドゥアラ人との交渉に成功したが、イギリスは弱小な民族と保護条約を結んだに過ぎなかった。
1884年には、ドイツ帝国初代宰相のビスマルクがアフリカ分割を決定付けたベルリン会議を主催する。参加国は、アメリカ合衆国、イギリス、イタリア王国、オーストリア＝ハンガリー二重帝国、オスマン帝国、オランダ、スペイン、スウェーデン、フランス、ポルトガル、ベルギー、ロシア帝国など13カ国であり、当時の列強とアフリカに権益を持つ国家全てを含んでいた。ベルリン会議の原則は、沿岸を占領している国家がその内陸部を所有すること、空白地は会議参加国に通告することで、確保できること、権益地域では他国の通商、航行を保護する権力を持たなければならないことなどである。ベルリン会議の原則を一言で言うと「早いもの勝ち」である。このため、アフリカ分割が急速に進み、第一次世界大戦開始直前の1914年にはリベリア共和国とエチオピア帝国を除く全ての領域が西欧諸国に完全に分割されてしまった。
既にドゥアラに進出していたドイツ商社は1883年に本国政府にカメルーンの領土化を要請したため、ドイツ帝国は1884年7月5日にカメルーン全土を保護領化した。1885年にドゥアラに総督が派遣され、進出に抵抗した諸民族から土地を取得し、地域のイスラーム首長に労を通して間接統治を行った。当初、首都は高地で過ごしやすい気候のカメルーン山麓の標高1000mのブエアに置かれていたが、その後1888年に象牙貿易の拠点として建設されたヤウンデに移った。
ドイツ人の植民地経営は農業と象牙の交易に特化しており、農作物としてアブラヤシ、カカオ、バナナ、ゴムなど商品作物を生産するプランテーションが経営され、現地人は開拓、作付け、収穫に使役された。また、ドイツ人はカメルーンに上陸した西欧人として初めて体系的な輸送網を構築し、ドイツ資本の特許会社たる北西カメルーン会社、南カメルーン会社によってドゥアラ港と補助港湾の整備、約100km北に位置するンコングサンバと、約120km東に位置するヤウンデへの鉄道敷設、橋梁の建設などの開発事業が行われた。ドゥアラは現在カメルーン最大の都市となり、ヤウンデは首都に昇格している。両鉄道路線とも現在でも主力路線として成立している。
1911年に勃発した第二次モロッコ事件の解決に際してフランス領赤道アフリカの一部を併合し、その支配を完成したドイツ保護領カメルーンは現在のカメルーン共和国の領域の約二倍に及んだ。主に東方、南方に広がり、その境界は現在のコンゴ民主共和国（旧ザイール）に相当するベルギー領コンゴに達していた。

## ドイツ保護領カメルーンの分割

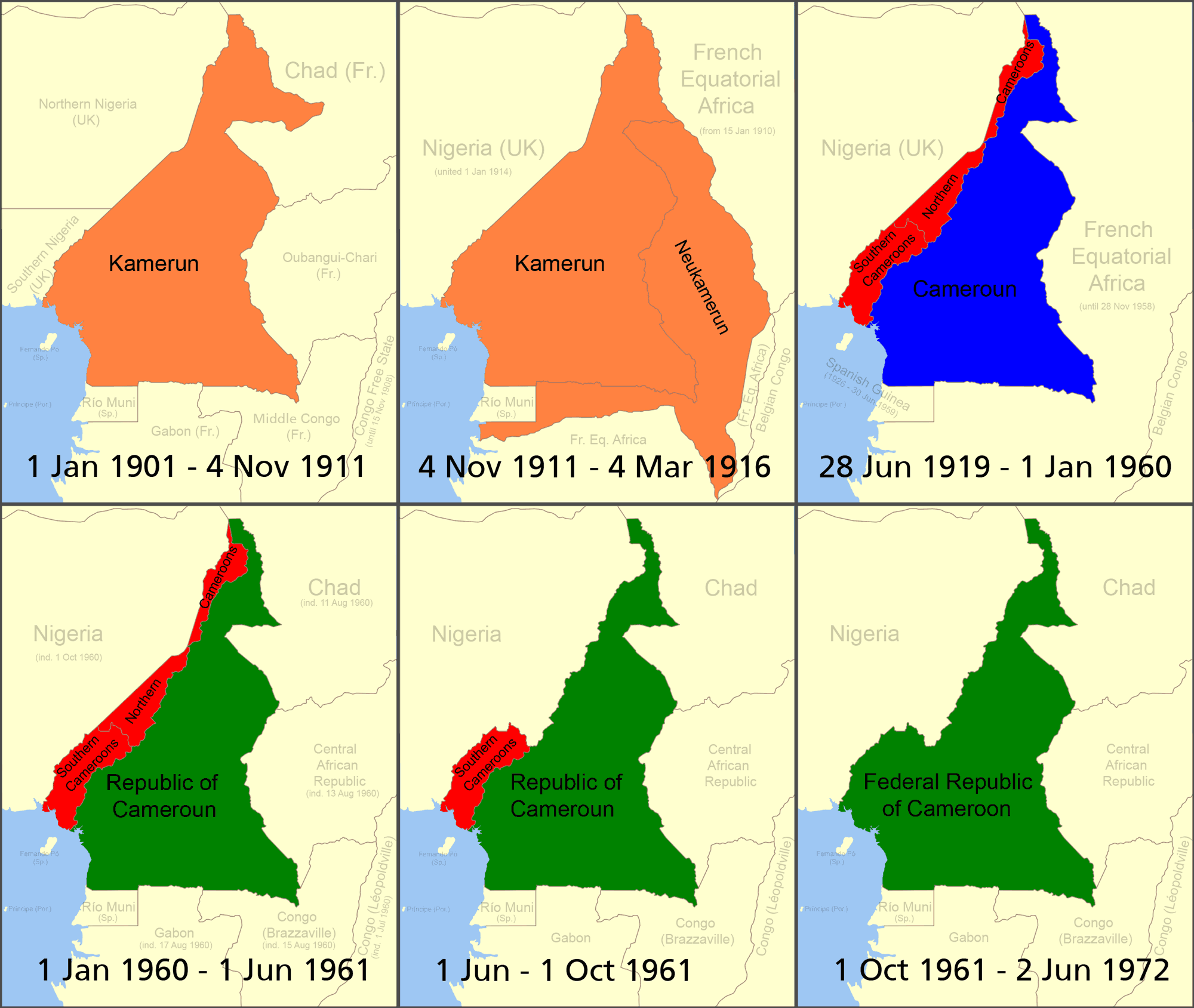
1901年から1972年までのカメルーンの領域の変遷
オレンジ：ドイツ領
赤：イギリス領
青：フランス領

1914年7月28日にオーストリア・ハンガリー帝国がセルビアに宣戦すると、ヨーロッパ全体を巻き込む第一次世界大戦が始まった。8月にはドイツ、イギリスが参戦、9月にはマルヌ会戦においてドイツ軍とフランス軍が交戦している。ドイツに対し、イギリスとフランスは連合国として共同戦線を張っており、攻撃はドイツの植民地にも及んだ（アフリカ戦線）。イギリス軍は西の植民地ナイジェリアから、フランス軍は南の植民地ガボンと西の植民地フランス領赤道アフリカ（現在のチャドと中央アフリカ共和国）から攻撃をかけた。輸送の問題があったため、戦闘は1914年から1916年まで続いた。戦闘には南東に位置するベルギー（ベルギー領コンゴ、現在のコンゴ民主共和国）も参加、ヤウンデはベルギー軍が占領している。
1918年11月11日に中央同盟国の中枢だったドイツとオーストリアは降伏し、第一次世界大戦は終結した。フランス軍はドイツ保護領カメルーンの約4/5を占領、イギリス軍はナイジェリアとの国境沿いに残りの1/5を確保した。1919年1月18日よりアメリカ合衆国、イギリス、フランスを中心とする連合国が、パリ講和会議を開催したが、ドイツ植民地については結論が出なかった。最終的にはヴェルサイユ条約に従って国際連盟の委任統治制度が適用され、1922年7月に旧ドイツ保護領カメルーンはイギリス領とフランス領に分割された。フランス領カメルーン成立に際して、フランスが1911年の第二次モロッコ事件の際にドイツに割譲した領域をフランス領赤道アフリカに再併合したことを除き、両植民地の領域はほぼ第一次世界大戦の占領地域に沿っていた。

### イギリス領カメルーン
第一次世界大戦終結時点でのイギリスの植民地政策は、極端に表現するとイギリス領インド帝国一国のみに集中して投資を行い、他の拠点は防衛や海上輸送の中継地として確保するというものであった。これはアメリカ合衆国独立などを経て、全世界に分散して投資すると防衛面で不利になるだけでなく、投資の回収も不可能になってしまうとの判断によるものでる。イギリスのアフリカ植民地政策は、1869年11月17日に開通したスエズ運河が最重要拠点となった。交通の要衝エジプトと紅海沿岸のほかは、南部アフリカの鉱物資源を死守すれば良いと考えていたため、カメルーンを自国領として確保したのちも、ドイツのような投資、開発は一切進めなかった。
イギリスの民間部門はイギリス軍が第一次世界大戦中にドイツから接収したドイツ人プランテーションの経営に参加しなかったため、1924年以後元ドイツ人所有のプランテーションがドイツ人によって買い戻された。また、イギリスは西カメルーンを分割してその北部をナイジェリア植民地に併合した。このことが遠因となり、1961年のイギリス領独立時に北部の諸州がナイジェリアへ帰属することになる。

### フランス領カメルーン
フランスはアフリカ西部の大部分を自国の影響下に置くことに成功し、総面積ではイギリスに次ぐフランス植民地帝国を築き上げた。フランスはイギリスに対して植民地獲得で遅れていたため、フランスはようやく獲得したアフリカ西部を、イギリスがインドを重要視していたのと同じく重視していた。このため、ドイツ人以上に投資、開発を進め、1920年代より現地住民の強制労働を軸に主に道路敷設、プランテーションの拡大、商品作物と木材の生産などの開発事業を行った。1930年代に入ると、植民地状況から自治を求めるカメルーン人の民族主義運動が進み、1937年にフランスの首都パリでカメルーン人同盟が、1938年にフランス領カメルーン青年団が結成された。
1939年9月1日にナチス・ドイツがポーランドへ侵攻し、第二次世界大戦が勃発した後、1940年5月に電撃戦によってドイツがフランス東部を制圧、6月10日にはフランス政府が首都パリを放棄し、6月21日にペタン元帥を首班とするヴィシー政権がドイツに降伏した。ヴィシー政権はドイツから自治を認められており、フランスの海外領土はそのままヴィシー政権の管理下に置かれた。駐留する総督と軍もヴィシー政権を支持していた。これは保守的な政策を唱えたヴィシー政権の政策が古い植民地に受け入れやすかったこと、1940年7月3日にイギリス海軍がヴィシー政権下のフランス艦隊を攻撃、破壊したことなどに原因がある。一方、ロンドンに逃れたド＝ゴールは、師団長の身分ながら自由フランスを結成する。ド＝ゴールは植民地の資源と人材に注目し、ヨーロッパではなく、アフリカでの戦闘を望んだ。1940年9月23日、まずはアフリカ大陸最西端に位置するセネガルの首都ダカールをイギリス軍と自由フランスが共同で奪回する作戦を実行したが、計画が事前にヴィシー政権に漏れていたため失敗に終わった。
このように、降伏後のフランスはペタン率いるヴィシー政権とド＝ゴール率いる自由フランスに分裂したが、リシャール・ブリュノ総督を始めとするカメルーンのフランス人の多くはヴィシー政権の政策を評価していなかった。1940年10月8日にはド＝ゴールがドゥアラ港に上陸、さらにチャド、コンゴを訪問し、フランス領カメルーンにて自由フランスの支持基盤を固めた。ド＝ゴールは現地の諸民族の協力を得ることに成功し、自由フランス軍の勢力を結集、10月27日には重要拠点のガボンを攻略している。1944年にはフランス領赤道アフリカのブラザヴィルでブラザヴィル会議が開催され、フランス本国と一体不可分の枠組みの中でアフリカ植民地に一定の自由を認めるブラザヴィル宣言が発令された。以上のように、フランスのアフリカ植民地は自由フランスの勝利に貢献したのであった。
第二次世界大戦の終結後、1946年にフランス領カメルーンは国際連盟委任統治領であった経緯から新たに創設された国際連合の信託統治領となったが、フランスの実質的な支配は継続された。第二次世界大戦後のカメルーン人の法的地位は戦前よりも改善され、1947年から1953年までに312億CFAフランが投資されるなど、インフラストラクチュアの整備を主軸とした開発政策が進んだ。しかしながら、脱植民地化時代を迎えていたカメルーン諸民族の独立への希求は高まり、1948年にバミレケ人が中心となってカメルーン人民同盟（UPC）が結成され、植民地支配からの脱却を綱領とするカメルーン最初の政党となった。UPCはフランス共産党と共同しながら独立運動を進めたが、1955年5月に勃発した暴動によってUPCとその傘下の大衆運動は非合法化され、以後UPCはゲリラ闘争を開始した。
カメルーン人民同盟の武装闘争に刺激を受けたアンドレ・ムビダとアマドゥ・アヒジョはカメルーン民主ブロックを結成し、1956年12月の選挙を経て、1957年5月にムビダを首相、アヒジョを副首相とした政府が成立し、1958年2月には失脚したムビダに替わってアヒジョが首相に就任した。アヒジョ首相の下で独立に向けた準備が進み、1959年に国連がフランスの信託統治の終了を決定、1960年1月1日にはカメルーン共和国がフランスから独立した。

## 独立以後

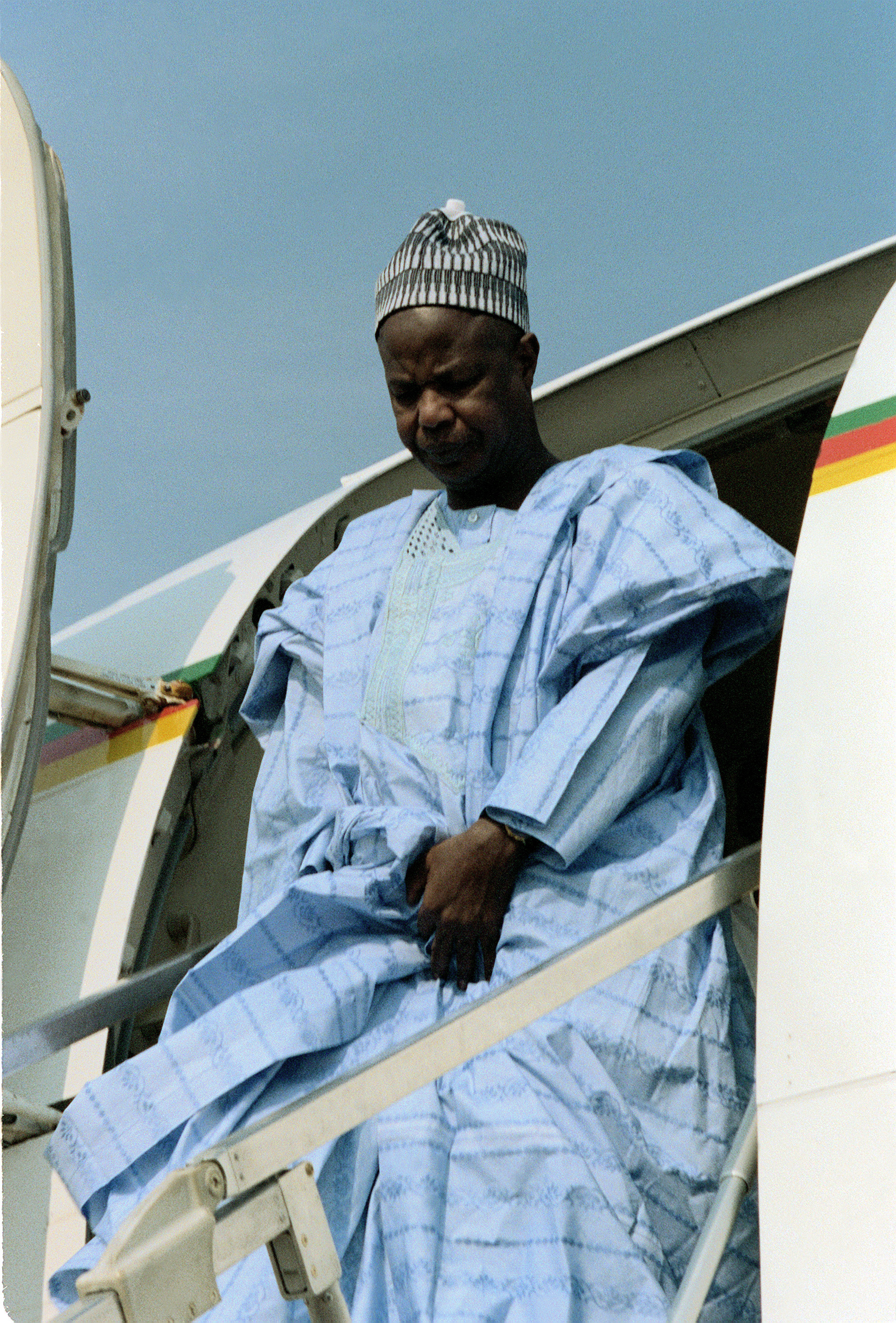
初代大統領アマドゥ・アヒジョ（任:1960年 - 1982年）。北部出身のムスリムであった。

フランス領カメルーンの独立後、1960年4月にそれまで植民地政府の首相を務めていたアマドゥ・アヒジョが初代大統領に就任した。一方、戦後のイギリス領カメルーンはナイジェリアとの統合かフランス領カメルーンへの合流かを巡って分裂していたが、1955年にジョン・フォンチャがエマニュエル・M・L・エンデレイがナイジェリアとの統合を主張するカメルーン民族協議会を結成したが、1959年1月の選挙ではフランス領カメルーンとの統合派のフォンチャが勝利した。両者は対話による解決を図り、1961年にイギリス領カメルーンの北部はナイジェリアへ、南部は旧フランス領カメルーンへと分かれることになった。南部は1961年10月1日に旧フランス領に合流した。
旧フランス領の東部と旧イギリス領の西部は合流に際して連邦制を採用し、大統領には旧フランス領出身のアヒジョが、副大統領には旧イギリス領出身のフォンチャが就任したが、次第にフランス領の勢力が増し、1972年に連邦制は廃止された。また、独立以前から武装闘争を続けていたカメルーン人民同盟（UPC）は、1971年に指導者エルネスト・ウアンディエが処刑されたことを以てその勢力を喪った。こうして国内の統制を完成したアヒジョは、以後1982年に後任にポール・ビヤを指名して辞任するまで大統領の職に留まった。この政権交代は平和的なものであり、アヒジョも与党党首の座にはとどまるなど一定の権力は保持し続けたが、やがてビヤが権力基盤を固めるとともに両者の関係は険悪化し、1983年にはアヒジョがクーデターを計画したとしてフランスに追放され、1984年には国外のアヒジョに死刑判決が下される（アヒジョは国外にいたため実行はされていない）など、ビヤは独裁権力を樹立していった。その後1991年には複数政党制が導入されたものの、ビヤは政権の座にとどまり続けた。
英語圏のカメルーン南西部にある北西州と南西州では長年、政治面や経済格差などから差別されていると感じており、1980年代になるとカメルーン英語話者運動（CMA）などの英語園地域の独立を主張する組織が、活発に活動するようになった。特に1995年に設立された南カメルーン国民会議（SCNC）は独立運動に活発であった。1999年12月にフレデリック・アロブウェデ・エボングをリーダーにSCNCのメンバーがブエアにあるラジオ局を占拠して英語圏の北西州と南西州からなる「南カメルーン連邦共和国」の名で「独立宣言」の声明が入ったテープを流す事件があった。その後もSCNCが「南カメルーン連邦共和国」の独立を主張したがカメルーン政府に弾圧されメンバーの何人かは投獄されたり亡命したりした。その怒りは2016年に再び抗議デモとして爆発。だが政府は譲歩を拒否した。独立派のSCNCが「アンバゾニア」として北西州と南西州の英語圏の独立を再び宣言し、武装闘争を始め、政府が鎮圧に動いた後、2017年末に暴動が激化した。

## 脚註

### 註釈
1. ↑  一部、コンゴ民主共和国などの例外はある。
2. ↑  2位のトウモロコシが2000万トン。